# Ante el manicomio de Saint-Rémy
Ante el manicomio de Saint-Rémy es una pintura en óleo sobre tela (58 x 45 cm) realizado en 1889 por Vincent van Gogh. Se encuentra en el Museo de Orsay de París.
En la obra está representado un hombre en frente del manicomio de Saint-Rémy. Vincent habla de este pintura en la Carta 613.
Durante el tiempo de reposo, a Vincent le era permitido pintar, también fuera del hospital, acompañado de un enfermero.